# Dobre rządzenie
Dobre rządzenie (dobra administracja, (ang.) good governance) – jedna z trzech głównych (obok podejścia tradycyjnego i nowego zarządzania publicznego) koncepcji zarządzania w sektorze publicznym. Przez rządzenie rozumie się proces podejmowania i wprowadzania w życie określonych decyzji. Dobre rządzenie oznacza podejmowanie decyzji oraz działań, charakteryzujące się angażowaniem wszystkich zainteresowanych stron, praworządnością, przejrzystością, odpowiadaniem na potrzeby społeczne, dążeniem do konsensusu, uwzględnianiem głosów mniejszości, efektywnością, jak również szeroko rozumianą odpowiedzialnością wobec społeczeństwa.
W polskiej kulturze prawnej zasady dobrego rządzenia są rzadko spotykane. W 2012 roku Europejski Trybunał Praw Człowieka zarzucił ZUS naruszanie prawa obywateli do dobrej administracji. Poszkodowane przez ZUS osoby w wieku przedemerytalnym najpierw otrzymały od ZUS emeryturę i rezygnowały z pracy, a po kilkunastu miesiącach była ona im odbierana w trybie decyzji administracyjnej ZUS. Trybunał podkreślił, że decyzje o odebraniu emerytur były zgodne z prawem i przeważnie zasadne, ale zasady dobrej administracji naruszało postępowanie ZUS w tych przypadkach – najpierw nieuzasadnione przyznanie świadczeń, a następnie odebranie ich w trybie natychmiastowym, bez weryfikacji przed sądem, a następnie przewlekłe postępowanie sądowe, w trakcie którego poszkodowane osoby były pozbawione środków do życia.
Zasady dobrego rządzenia:
- uczestnictwo – wszyscy członkowie społeczeństwa (obywatele) uczestniczą w procesie rządzenia; uczestnictwo może przyjmować formę bezpośrednią lub pośrednią (uczestnictwo za pośrednictwem przedstawicieli lub instytucji);
- praworządność – rządzenie odbywa się na podstawie i w granicach prawa; przestrzegane są prawa człowieka, w szczególności te odnoszące się do mniejszości; nad przestrzeganiem prawa czuwają bezstronne służby policyjne i niezawisłe sądy;
- przejrzystość – podejmowanie i wprowadzanie w życie decyzji odbywa się zgodnie z ustalonymi zasadami i procedurami; informacja na ich temat jest jawna, zrozumiale prezentowana oraz przekazywana osobom, których dane decyzje dotyczą;
- odpowiadanie na potrzeby – instytucje współuczestniczące w rządzeniu biorą pod uwagę potrzeby wszystkich interesariuszy; potrzeby zaspokajane są w miarę możliwości na bieżąco (lub w najszybszym możliwym terminie) jak się pojawiają;
- konsensus – ze względu na wielość aktorów, punktów widzenia oraz interesów indywidualnych i grupowych wypracowywane są szerokie konsensusy, które odpowiadają na teraźniejsze i przyszłe potrzeby społeczeństwa jako całości;
- równość i włączanie – wszyscy członkowie społeczeństwa mają możliwość wpływania (i poczucie, że mogą wpływać) na proces rządzenia; w szczególności w proces rządzenia włączane są jednostki i grupy politycznie i ekonomicznie słabsze;
- efektywność – efekty rządzenia odpowiadają na potrzeby społeczne, przy czym osiągane są przy najlepszej – z punktu widzenia zrównoważonego rozwoju oraz ochrony środowiska naturalnego – alokacji dostępnych zasobów;
- odpowiedzialność – instytucje publiczne, sektor prywatny oraz organizacje społeczne odpowiadają za swoje decyzje i działania przed całym społeczeństwem, a w szczególności odpowiadają wobec tych interesariuszy, na których oddziałują.